# Saint James Park (Exeter)
O Saint James Park é um estádio de futebol localizado na cidade de Exeter, e é a casa do Exeter City FC. O estádio é servido pela estação ferroviária St James Park, que é bem próxima ao estádio (a linha férrea passa atrás de uma das arquibancadas). O clube colabora na manutenção dos trilhos desse trecho, que foram pintados em vermelho e branco, cores do Exeter. O estádio tem  capacidade para 8541 espectadores.

## História

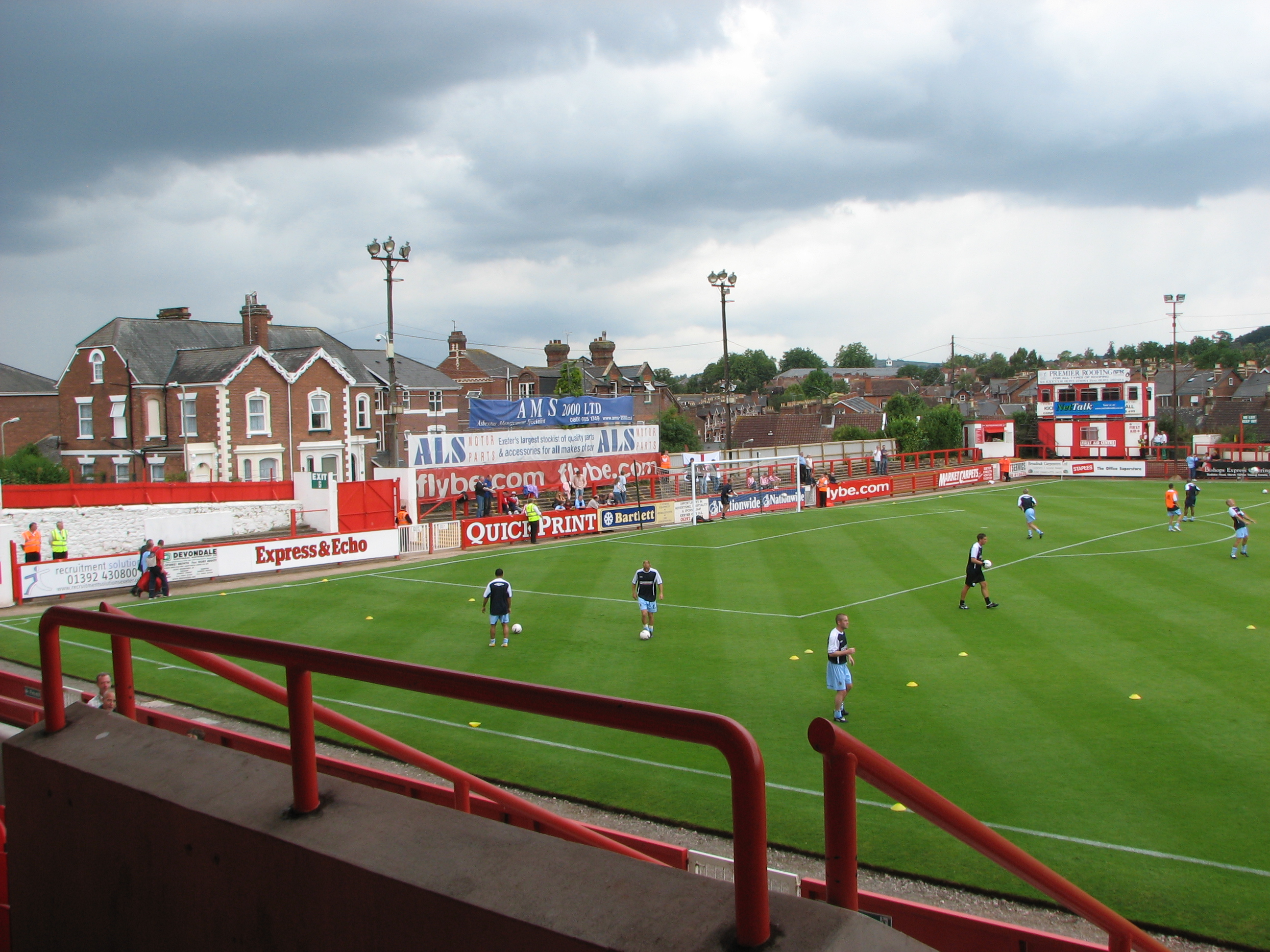
Arquibancada leste

Foi construído em 1904 e é a atual casa do Exeter City FC, e inaugurado em 10 de setembro do mesmo ano de sua construção. Em 1994, em virtude de graves problemas financeiros, o clube viu-se obrigado a colocar a venda seu estádio, que foi adquirido pela Beazer Homes, empresa do ramo da construção civil, pela quantia aproximada de £ 650.000.
Entretanto, no final da temporada de 1995/1996, o Conselho da cidade de Exeter entrou em cena e acabou por comprar o estádio novamente, retirando-o da propriedade da empresa, para logo em seguida, arrendar o estádio para o clube.

### Recorde de público
21 014 espectadores. Exeter vs. Sunderland, em jogo de volta, válido pela 6ª fase da FA Cup, em 4 de março de 1931.

## Estrutura e peculiaridades

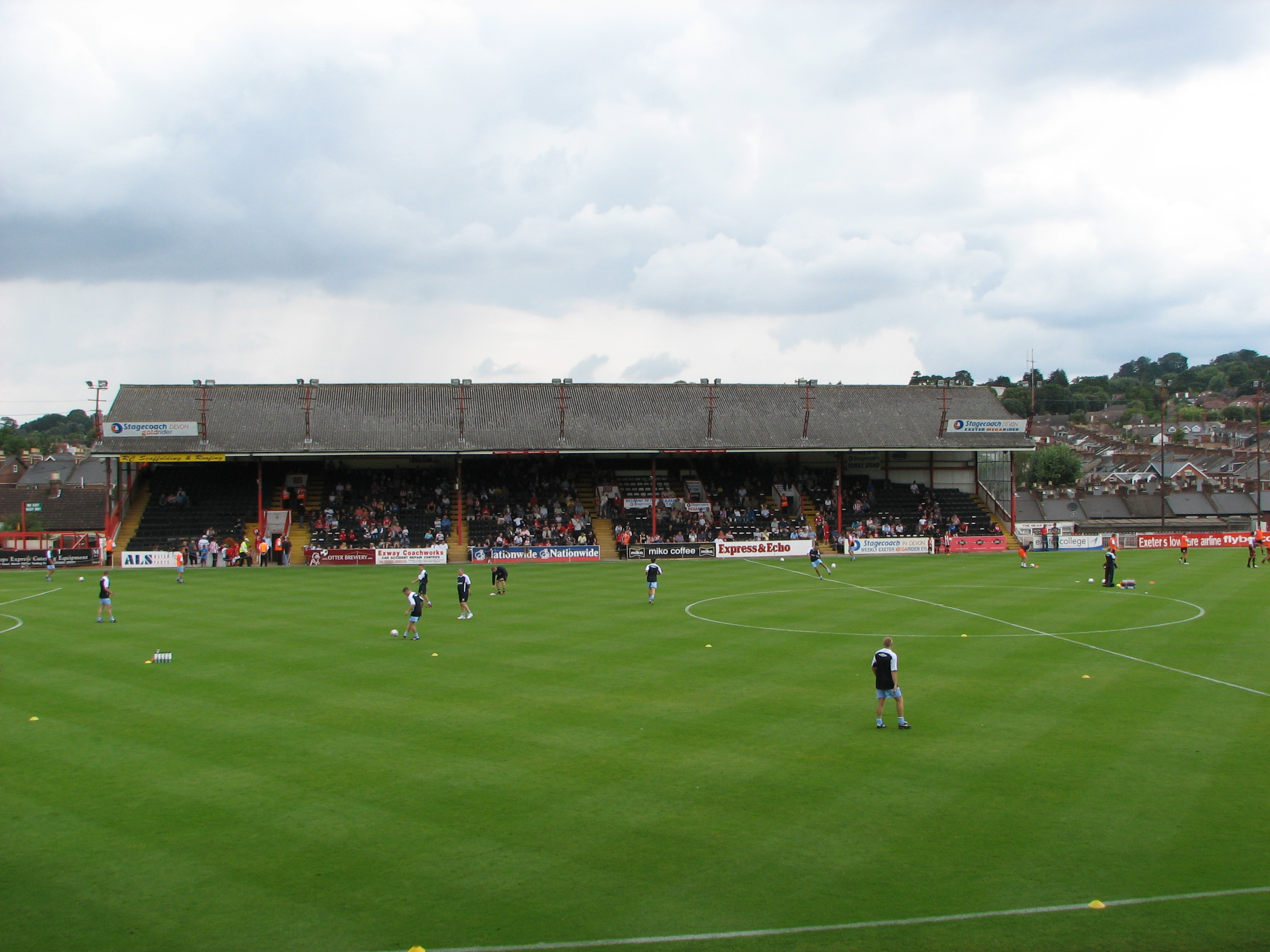
Arquibancada

O estádio é uma mistura do antigo e do moderno. De um lado está a velha arquibancada que foi originalmente inaugurada em 1926. Todos os lugares são para espectadores sentados, possui cobertura e tem vidros nas laterais da arquibancada para  proteção contra ventos e chuva. No entanto, essa arquibancada é, em tamanho, cerca da metade do comprimento do campo e, embora parte dela atravesse a linha do meio de campo, ela ocupa apenas 50% da linha lateral. Isto significa que a área restante não é utilizada para os espectadores, pois não há arquibancada. Apesar de não ser facilmente evidente de uma perspectiva de dentro do estádio, isto é devido à grande proximidade de uma linha de trem, que passa exatamente atrás dessa lateral do estádio, diminuindo assim o terreno onde está a arquibancada.

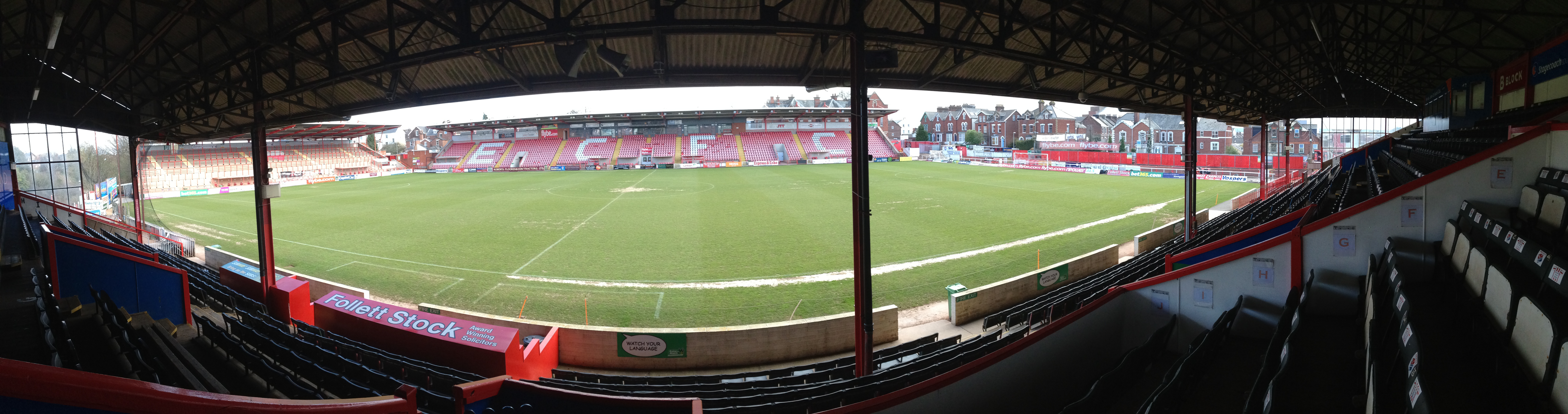
Foto panorâmica do St. James Park